# Коношская возвышенность
Ко́ношская возвы́шенность — возвышенность на юго-западе Архангельской и севере Вологодской областей России.
Расположена между бассейнами Северной Двины и Онеги. Сформировалась в период московского оледенения. В основании сложена красноцветными песчано-глинистыми отложениями верхней перми и имеет форму гряды, вытянутой с севера на юг. Высота поверхности — от 150 до 240 м, наибольшая — 244 м. Покрыта среднетаёжными лесами. Преобладающий рельеф — холмисто-моренный.
Здесь берут начало реки Кубена и Вель. Обе относятся к бассейну Северной Двины и их истоки расположены неподалёку друг от друга.